# 플로린 잠피레스쿠
플로린 잠피레스쿠(Florin Zamfirescu, 1949년 4월 12일 ~ )는 루마니아의 배우, 영화 감독이다.

## 영화
- 다시 집으로 (2015년) - 로버트 아버지 역
- 아들의 자리 (2013년)
- 위켄드 위드 마이 마더 (2009년)
- 내가 세상의 마지막을 보낸 방법 (2006년)
- 라자레스쿠씨의 죽음 (2005년)
- 자선사업 (2002년)
- 상원의원의 달팽이 (1995년)
- 창 밖으로 몸을 내밀지 마세요 (1994년)